# Daria Vecchi Rubboli
Daria Vecchi Rubboli (Fabriano, 24 ottobre 1852 – Gualdo Tadino, 22 febbraio 1929) è stata una ceramista e artigiana italiana.
Ceramista, maestra del terzo fuoco, Daria Vecchi Rubboli, moglie del ceramista Paolo Rubboli, fu titolare dell’Opificio di maioliche a lustro dalla morte del marito (1890) al 1920.

## Biografia

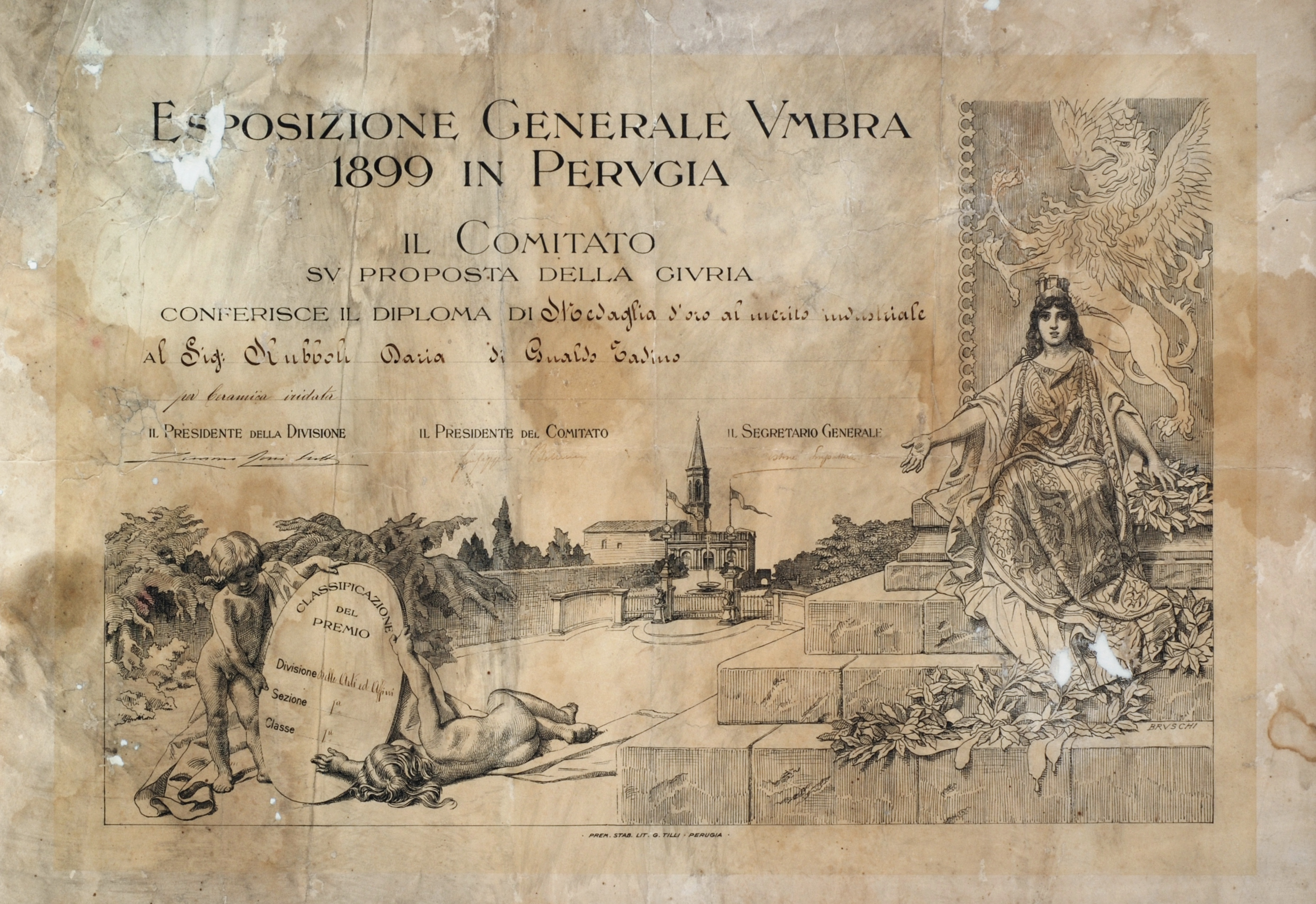
Diploma al Merito Industriale per la Ceramica Iridiata, 1899

Daria Vecchi nacque a Fabriano, in Via Marischiana, da Cesare e Lucia Solazzi, secondogenita di cinque figli (nell’ordine Rubinia, Daria, Maria, Antonio e Temistocle). Maria e Temistocle si trasferirono nel 1880 a Gualdo Tadino, dove il fratello di Daria lavorerà durante la sua lunga carriera come pittore all’opificio Rubboli.
Quando conobbe Paolo a Fabriano, probabilmente nel 1873, Daria lavorava già come ceramista in una delle manifatture di maiolica fabrianesi.
Si trasferì a Gualdo Tadino con Paolo Rubboli nel 1876 per condividere con lui la vita familiare e la direzione della ditta Rubboli. Il loro matrimonio religioso non è documentato, ma secondo le memorie di famiglia, dovrebbe essere avvenuto in quell’anno, quando Paolo divenne vedovo per la seconda volta. Esiste invece l’atto del matrimonio civile, avvenuto a Gualdo Tadino nel 1886. 
Daria divenne abile ed esperta nella tecnica del lustro introdotta da Paolo Rubboli a Gualdo Tadino e dopo la morte del marito guidò con successo la ditta fino al 1920. Fu insignita di diplomi e onorificenze, mantenendo per un decennio l’esclusiva della maiolica a lustro, in seguito praticata da molte altre manifatture in città. Nell’Esposizione Generale Umbra del 1899 le fu conferita la Medaglia d’Oro al Merito Industriale per la Ceramica Iridiata. 
Tra i pittori da lei impiegati ci furono Giuseppe Discepoli e suo fratello Temistocle, già collaboratori di Paolo. Vanno inoltre ricordati Alfredo Santarelli che qualche anno dopo fonderà una propria manifattura di maiolica a lustro e Umberto Marinari, trasferitosi da Anghiari a Gualdo Tadino. 
La produzione nei trent’anni in cui Daria guidò la Rubboli, rimase fedele all’origine storicista della maiolica a lustro ottocentesca, non escludendo un’apertura al liberty e ad alcune sperimentazioni tecniche, oltre alla ricerca di maggiore funzionalità rispetto alla fase iniziale della Rubboli.
Quando negli anni venti del ‘900 la ditta cambiò denominazione e assetto societario, divenendo SCU (Società Ceramica Umbra), la direzione passò ai figli Lorenzo e Alberto Rubboli. Daria continuò comunque ad essere coinvolta nella gestione aziendale, vigilando sulla sorte dell’impresa di famiglia che grazie a lei fu particolarmente longeva, continuando la propria attività attraverso gli eredi per oltre un secolo.
Si spense il 22 febbraio del 1929 a Gualdo Tadino all’età di 76 anni e negli annunci funebri fu ricordata come Maestra del Terzo Fuoco, forse l’unica donna ad aver eccelso in tale arte.

## Galleria d'immagini

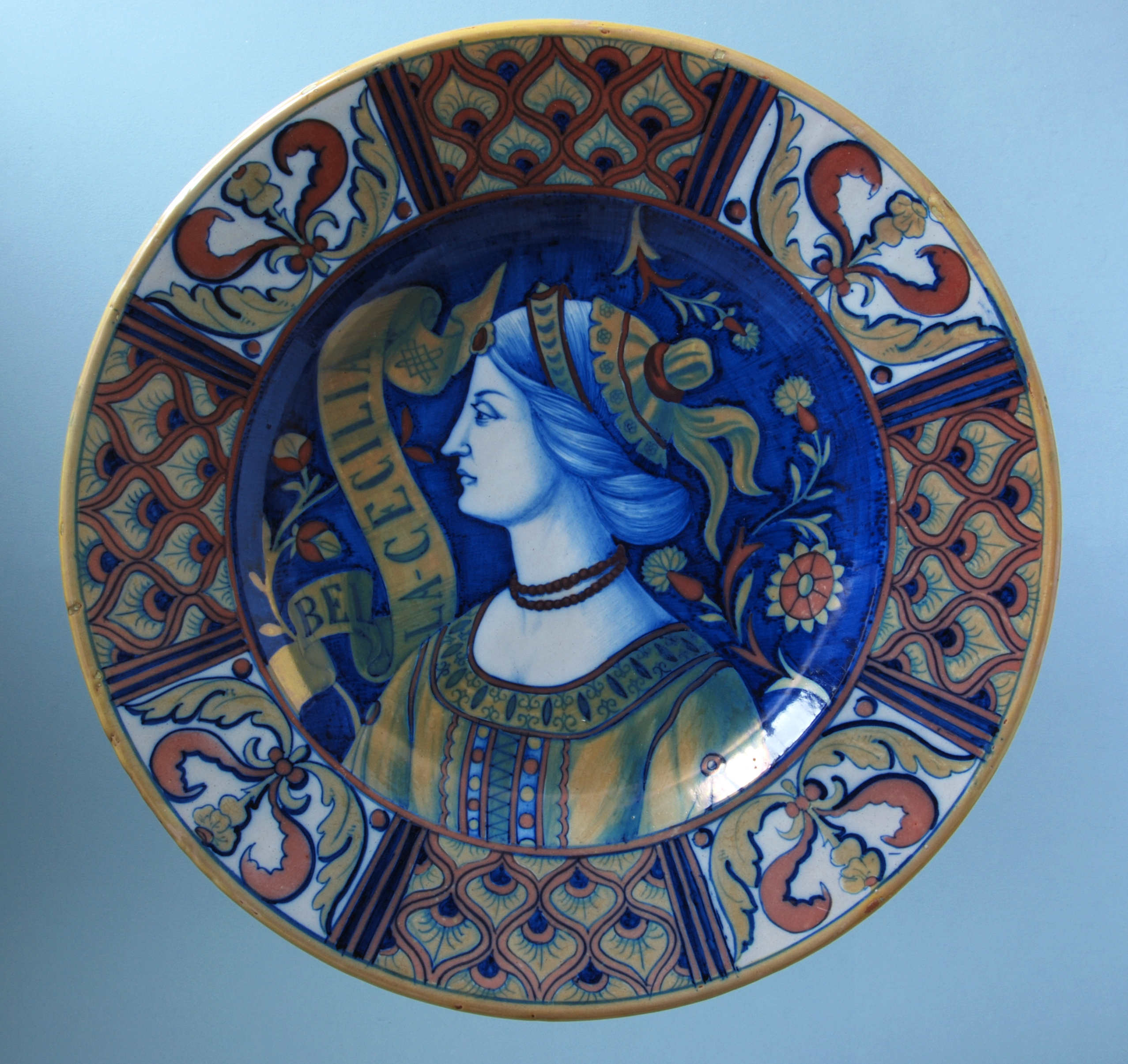
Piatto da parata con Bella Cecilia, maiolica a lustro oro e rubino, 1910 ca, diam. cm 30
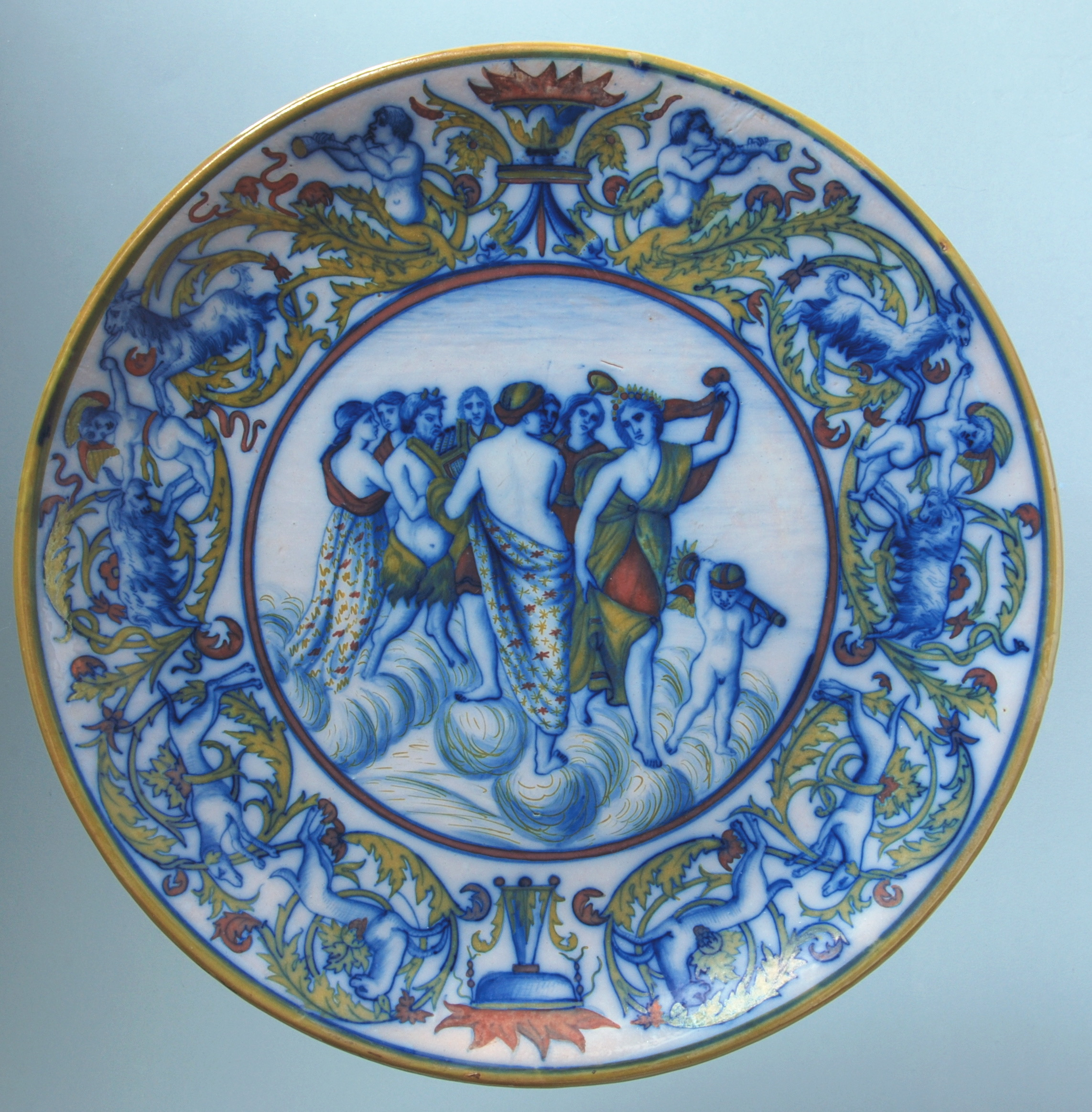
Daria Rubboli, Piatto da parata con Scena dell'Olimpo, maiolica a lustro oro e rubino, 1905 ca, diam. cm 44
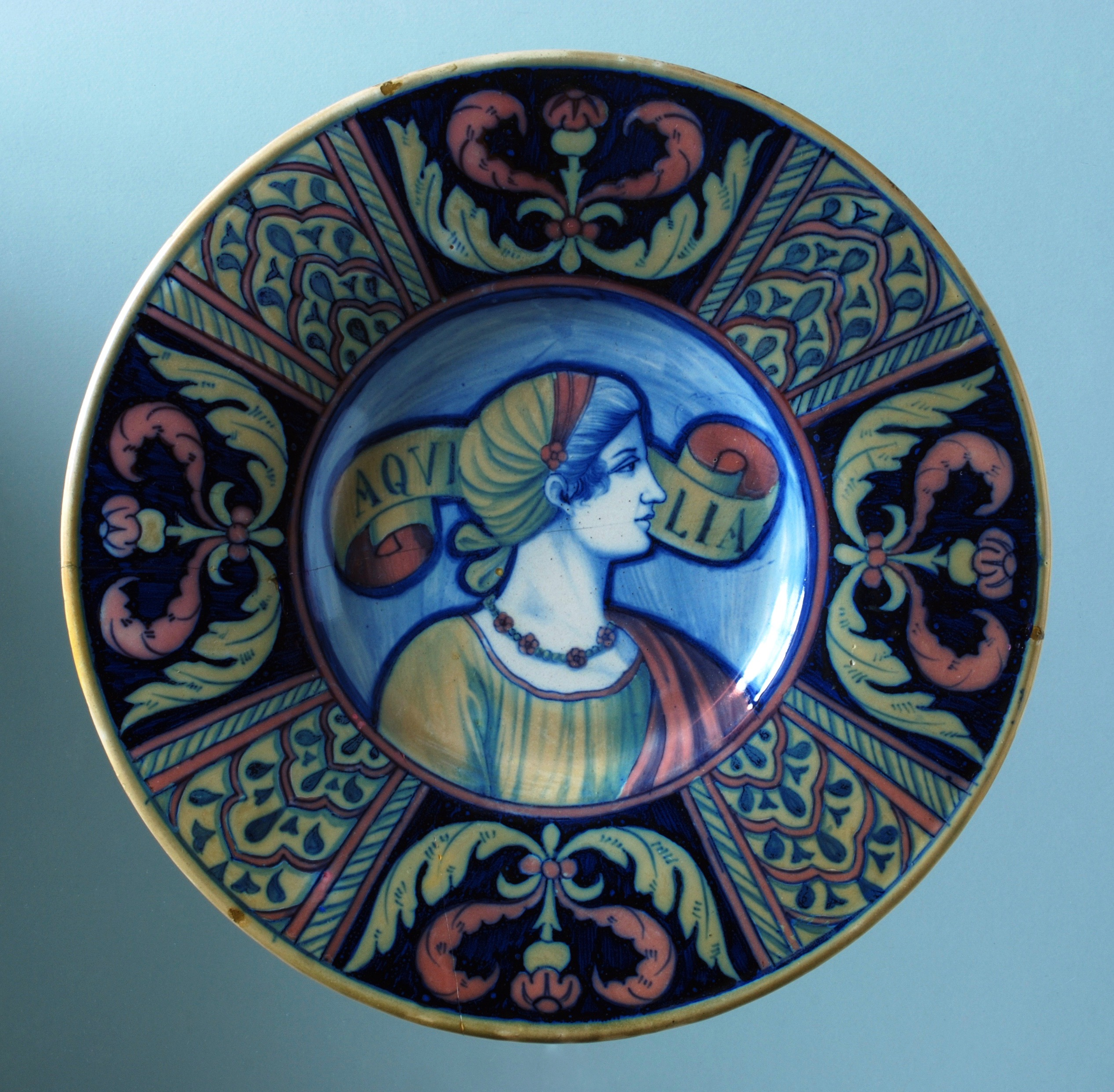
Daria Rubboli, Piatto da parata con Bella Donna - Aquilia, maiolica a lustro oro e rubino,  1910 ca, diam. cm 30
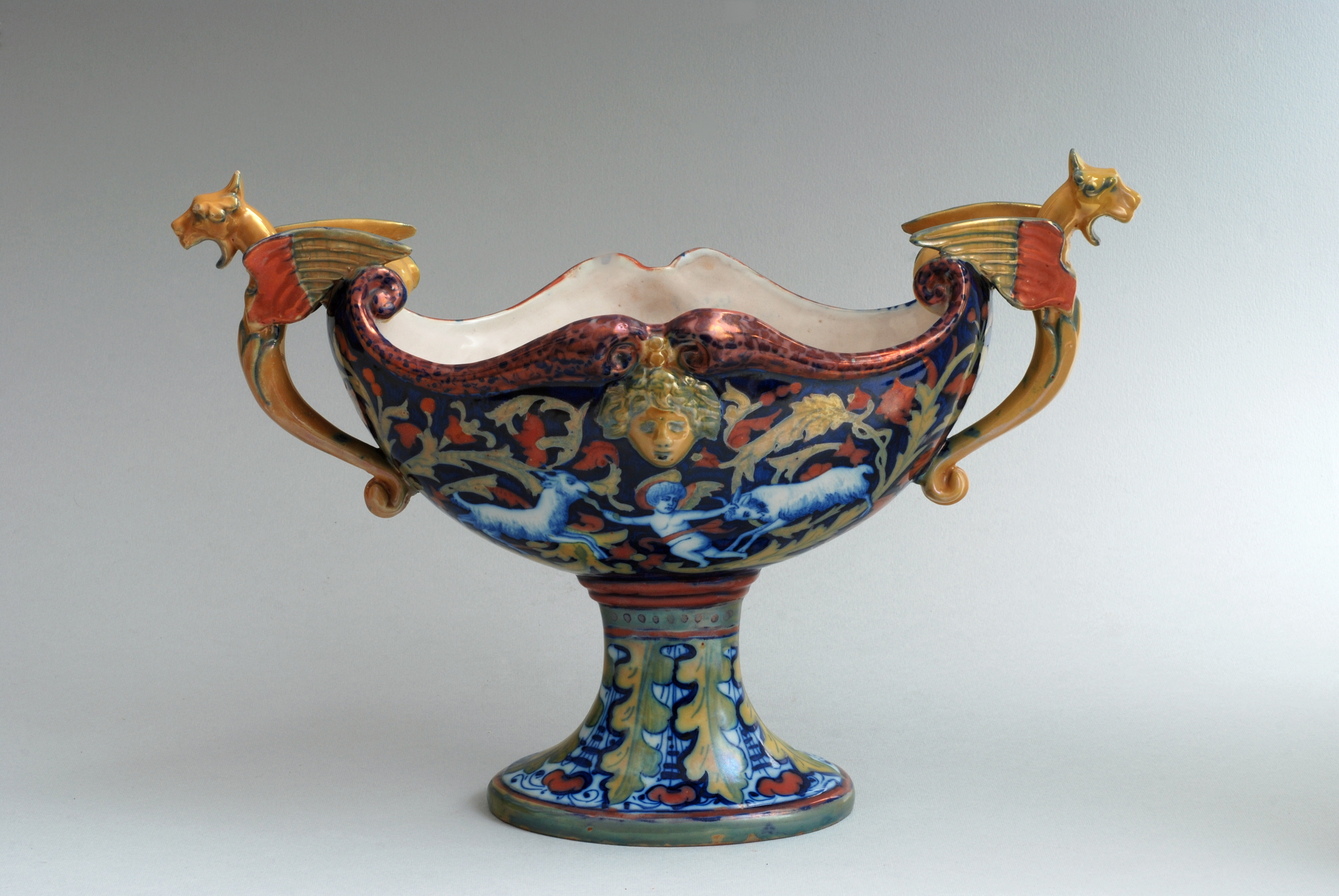
Daria Rubboli, Fioriera, maiolica a lustro oro e rubino, siglata sulla base con le iniziali DR (in blu), 1900 ca, cm 27x38
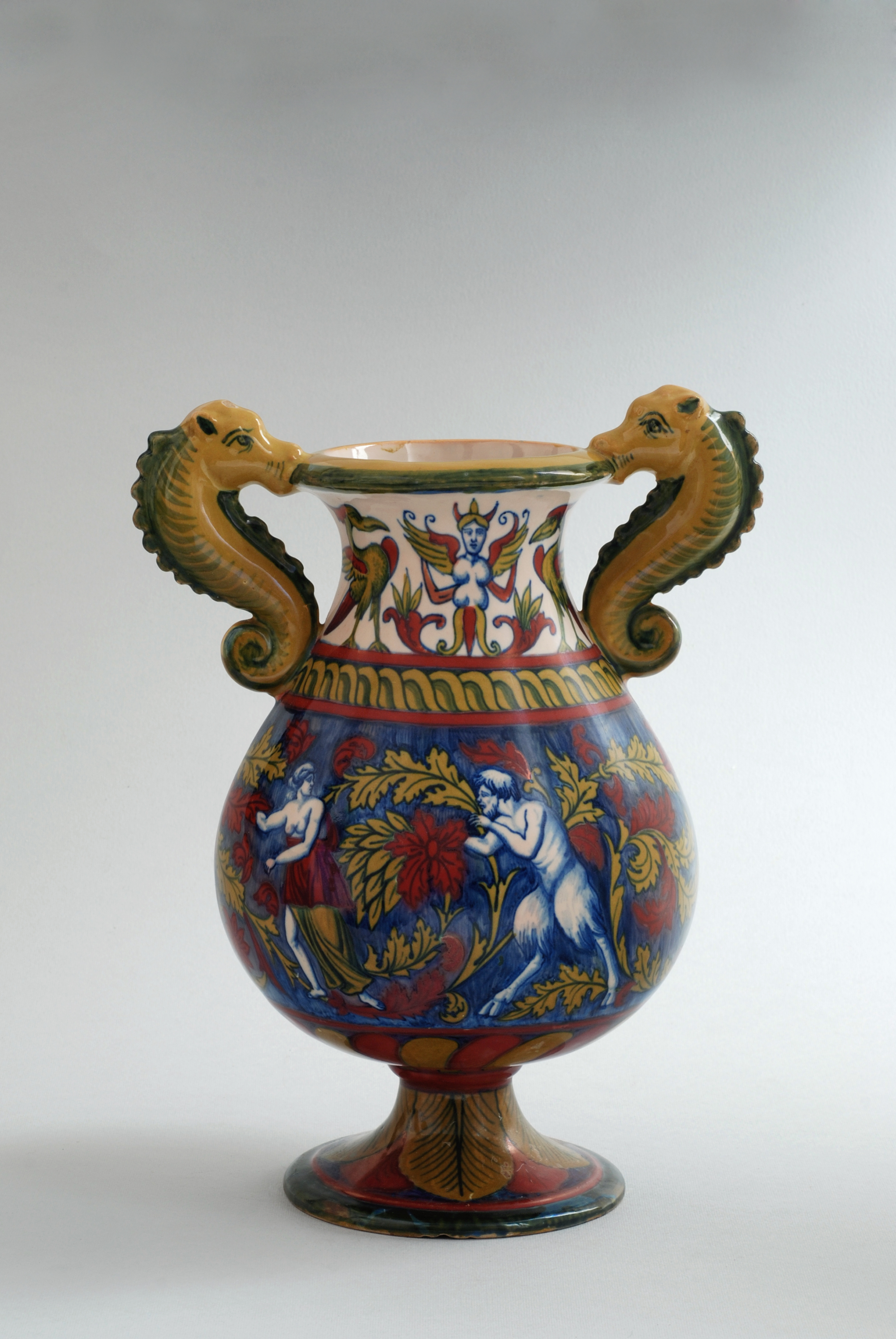
Daria Rubboli, Vaso biansato con satiro, maiolica a lustro oro e rubino,  1900 ca, h. 30 cm
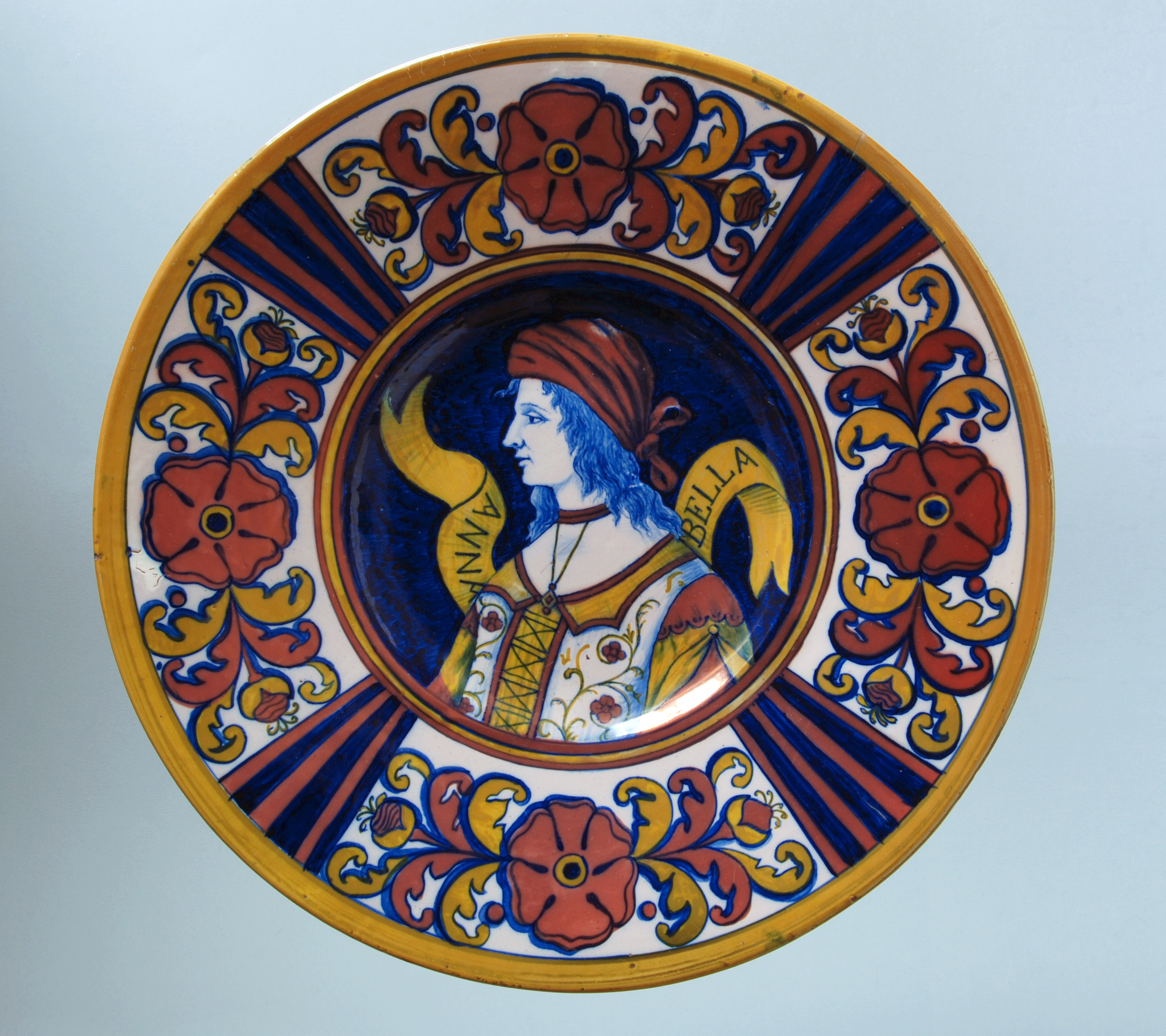
Daria Rubboli, Piatto da parata con Anna Bella, maiolica a lustro oro e rubino,  1895 ca, diam. cm 39
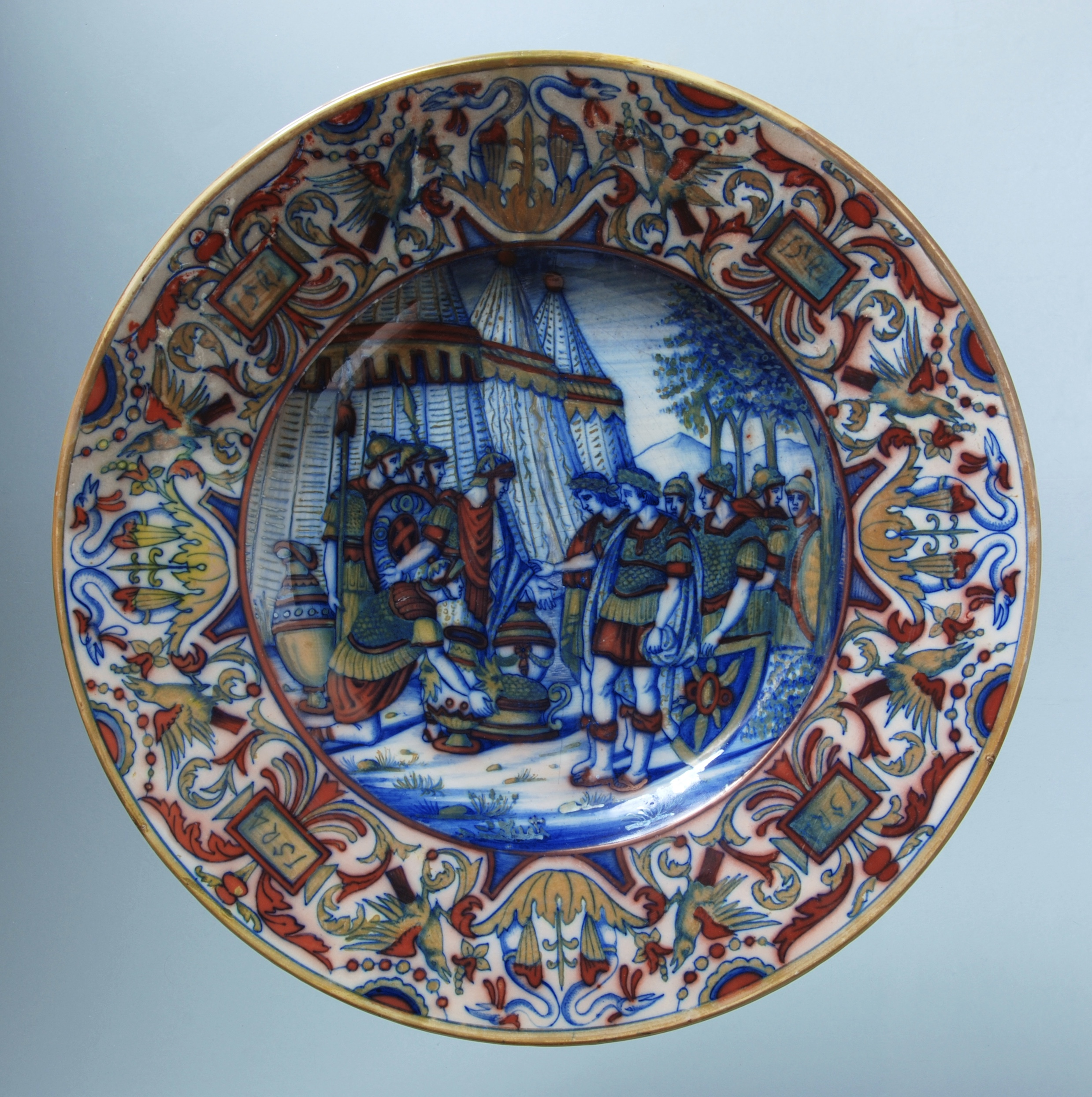
Daria Rubboli, Piatto da pompa con Scena romana in accampamento militare, maiolica a lustro oro e rubino, 1905 ca, diam. 44 cm
Daria Rubboli, Servizio da the, maiolica a lustro oro e rubino, scatola per dolci, teiera, zuccheriera, lattiera e vassoio, 1905 ca
Daria Rubboli, piatto da parata, con Bella Alda, maiolica a lustro oro e rubino, 1905 ca
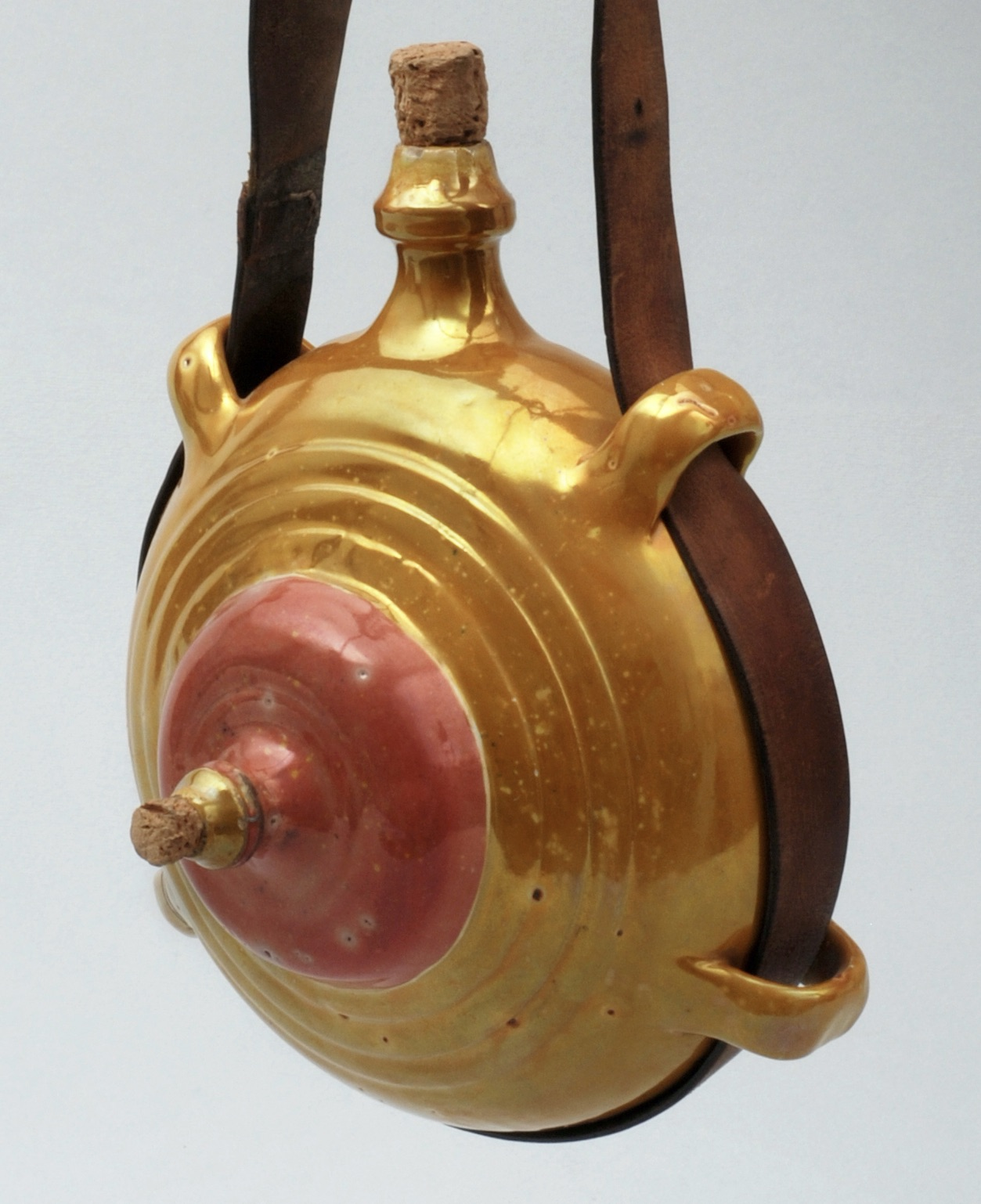
Daria Rubboli, Borraccia acqua e vino, maiolica a lustro oro e rubino, 1910 ca, diam. 16 cm